# Hellwigia obsoleta
Hellwigia obsoleta är en stekelart som först beskrevs av Charles Thomas Brues 1910.  Hellwigia obsoleta ingår i släktet Hellwigia och familjen brokparasitsteklar. Inga underarter finns listade i Catalogue of Life.